# Cieszyńskie ciasteczka
Cieszyńskie ciasteczka – drobne, różnorodne ciasteczka, pieczone lub formowane na Śląsku Cieszyńskim na każdą ważną okazję, z dodatkiem wielu bakalii. Tradycja ich pieczenia sięga przełomu XVIII i XIX wieku.

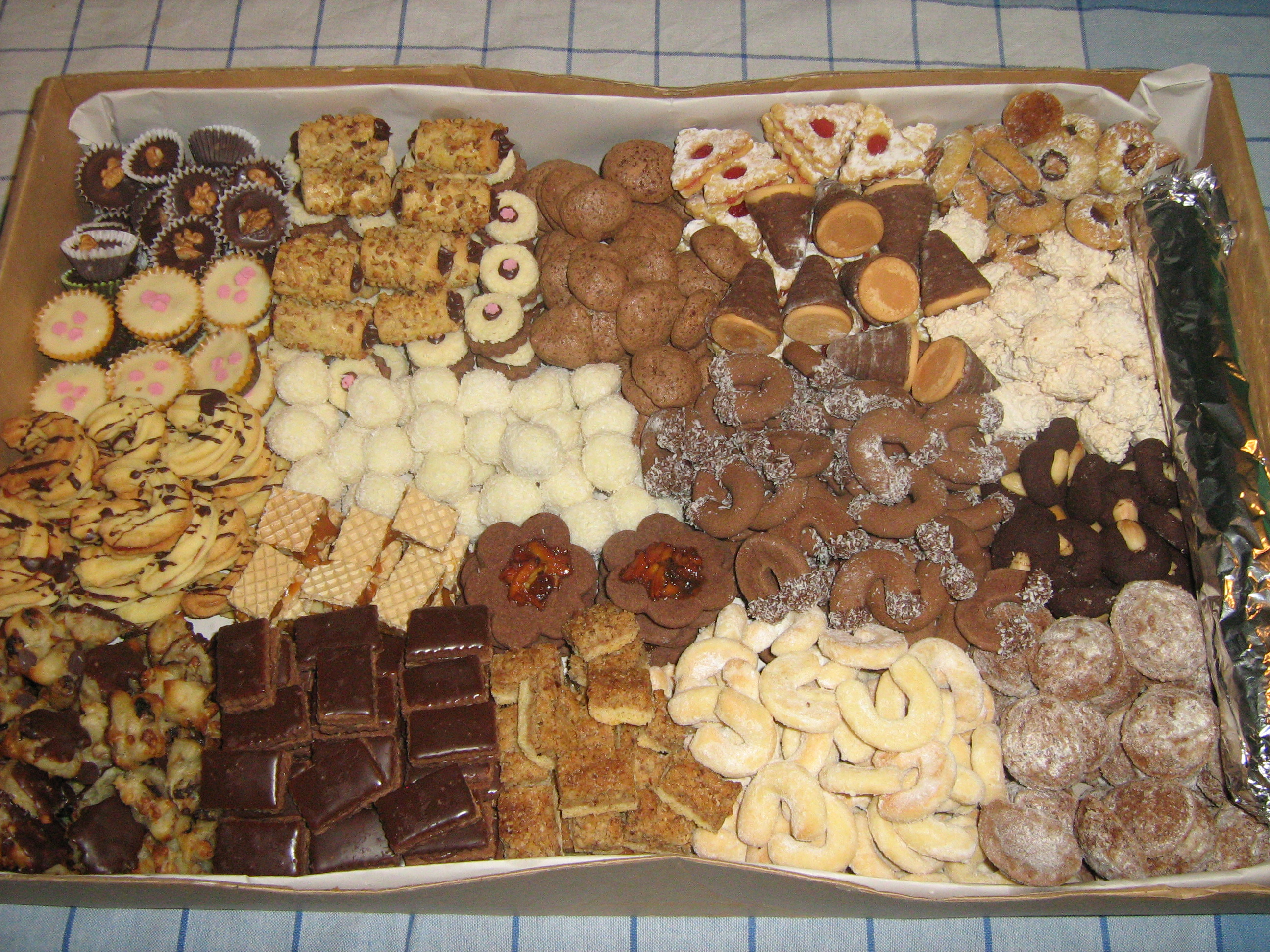
Cieszyńskie ciasteczka

## Wstęp
Istnieje wiele przepisów na cieszyńskie ciasteczka – tych najpopularniejszych jest około trzydziestu. Występują w kilku książkach z przepisami, jednak najczęściej są przygotowywane w od 20 do 30 rodzajach na ważne okazje, święta, czy konkursy. Tradycyjnie były one szykowane na Boże Narodzenie – najczęściej na dwa tygodnie przed świętami. Samych przepisów istnieje około stu i często są przekazywane z pokolenia na pokolenie.

## Historia
Większość źródeł podaje, że tradycja pieczenia cieszyńskich ciasteczek sięga panowania Habsburgów na terenie Śląska Cieszyńskiego na przełomie XVIII i XIX wieku i jest zawdzięczana Austriakom. Źródeł tej tradycji doszukano się jednak już w średniowieczu, łącząc ją z opracowaniem przepisów na ciastka kruche, pierniki i bezy, a następnie z panowaniem księcia cieszyńskiego Przemysława I Noszaka i jego wkładem w sprowadzenie z Pragi do Cieszyna receptur na pierniki. Tak jak i wtedy, tak i obecnie cieszyńskie ciasteczka piernikowe są przygotowywane w drewnianych formach.
W najstarszej polskiej książce z przepisami kucharskimi – „Compendium ferculorum” (z XVII wieku), znajdują się przepisy na „makaroniki” z migdałów, cukru i piany z białek. Natomiast pierwszy, oficjalny przepis dotyczący stricte kuchni Śląska Cieszyńskiego pochodzi z drugiej połowy XIX wieku i jest on opisany jako „mały twardy placuszek wyrabiany z niekwaszonej mąki i wody z dodatkiem miodu”.
W 2016 rok cieszyńskie ciasteczka były przedmiotem interpelacji radnej Rady Miejskiej Cieszyna, Janiny Cichomskiej w sprawie ich „wspierania, promocji i wykorzystania jako produkt turystyczny przyciągający turystów i przynoszący dochody”.

## Tradycja
Tradycja głosi, że „ciasteczek trzeba napiec tyle, aby starczyło do Nowego Roku, to ma przynieść pomyślność”. W święta część ciasteczek pakuje się do pudełek, przyozdabia gałązką np. z jodły, świerku, wkłada opłatek i obdarowuje się nimi znajomych, rodzinę. Kiedyś ciasteczka/pierniczki były również wieszane na choince razem z jabłkami, orzechami.
Tradycję pieczenia drobnych ciasteczek kultywują: Austriacy, Niemcy i Czesi. U Niemców i Austriaków drobne ciasteczka pojawiają się jeszcze przed Świętami w okresie adwentu i są to ciasteczka kruche nazywane „ciastkami adwentowymi” (Adventsplätzchen). Najbliżej tym cieszyńskim, są adwentowe drobne ciasteczka występujące w Czechach, w takich rodzajach jak: „ule”, „rogaliki waniliowe”, „marokańskie placuszki” (z kandyzowanymi owocami, orzechami i polewą czekoladową), czy ciasteczka różane (z dżemem z dzikiej róży).
Zmiany, które dotyczą przygotowywania cieszyńskich ciasteczek dotyczą głównie sposobu ich pieczenia – „dawniej pieczono ciasteczka w piecach – podobnie jak chleb, dzisiaj piecze się je w elektrycznych lub gazowych piekarnikach w tzw. trombie”. Kolejną zmianą jest wykorzystywanie dostępnych obecnie środków do dekoracji ciasteczek (są to posypki o różnych kolorach i kształtach), a dawniej gospodynie same barwiły lukier np. sokiem z buraków, marchewki.
Rodzaj składników cieszyńskich ciasteczek wynika z tradycyjnych przepisów, ale w czasach PRL gospodynie często zastępowały niedostępne lub drogie składniki tymi, które można było pozyskać, np. masło zastępowano margaryną i powstawały takie ciasteczka jak „Margarynioki”. W tym okresie powstawały też ciasteczka z mleka w proszku, kleiku ryżowego (w Czechach były to ciasteczka z „Sunarki”, a w Polsce „Oszynki”), z dodatkiem biszkoptów, bułki tartej czy kawy.

## Kształt, składniki oraz podział
Niezbędnymi składnikami dla większości ciasteczek było masło i cukier, ale wiele z nich nie mogło się też obejść bez bakalii – orzechów włoskich, laskowych, migdałów, kokosu i rodzynek. Do smaku dodawano także alkoholu – najczęściej rumu.
Kształty ciasteczek są bardzo różnorodne i często nawiązują do ich nazwy: kiełbaski, grzybki, salami, rogaliki, kwiatki (np. w kształcie przypominającym „Cieszyniankę wiosenną”), kawusie (w kształcie ziarenka kawy), orzechy, ule (przygotowywane w specjalnej foremce), serduszka, kocie oczka, półksiężyce.
Przy przygotowywaniu nie używa się sztucznych barwników czy aromatów, a wykorzystuje wyłącznie te naturalne – np. sok z aronii, buraków, sok cytrynowy, rum czy kakao.
W książkach z przepisami pojawia się podział cieszyńskich ciasteczek ze względu na sposób ich przygotowania:
- biszkoptowe i piaskowe,
- pierniki,
- kruche,
- bezowe,
- bez pieczenia.

## Spis alfabetyczny najbardziej popularnych cieszyńskich ciasteczek
Wybór wynika z zestawienia przepisów na poszczególne ciasteczka, które były publikowane m.in. we wszystkich edycjach książek "Cieszyńskie ciasteczka" wydanej przez Zamek Cieszyn:
- Anyżki,
- Bawole oczka,
- Całuski, Całuski z orzechami lub kokosem, Chlebiczki, Ciasteczka kruche z masą nugatową, Ciasteczka orzechowe z polewą żółtkową, Ciasteczka składane, Ciasteczka ze skwarek,
- Grzybki marcepanowe,
- Kawusie, Kokoski, Koniczynki, Krajanka piernikowa, Kuleczki z płatków owsianych, Kuleczki rumowe,
- Marmurek,
- Orzechy lineckie, Orzechy skladane,
- Pierniczki z drewnianej formy, Pierniczki wykrajane, Półksiężyce,
- Rogaliki, Rolada kokosowa,
- Szulki,
- Śnieżne ciasteczka,
- Ule ciemne, Ule jasne, Ule kokosowe lub orzechowe,
- Zozworki[12][1].

## Produkt regionalny
9 października 2007 roku Ministerstwo Rolnictwa i Rozwoju Wsi wpisało „Drobne ciasteczka cieszyńskie” na Listę Produktów Tradycyjnych w kategorii Wyroby piekarnicze i cukiernicze z Województwa Śląskiego.
Na karcie opisu podano ich: wygląd, kształt, barwę, konsystencję, smak. Podano też informację o ich pochodzeniu, a jako ich cechę charakterystyczną podkreślono cechą drobnych ciasteczek cieszyńskich jest ich różnorodność związaną z ilością, kształtem, ozdobami, czy dodatkami.

## Konkursy na pieczenie cieszyńskich ciasteczek
Cieszyński konkurs na „Cieszyńskie ciasteczka” był organizowany przez Śląski Zamek Sztuki i Przedsiębiorczości (obecnie Zamek Cieszyn) od 2007 roku w ramach Dnia Otwartego wydarzenia p.n. „Zaprojektuj Święta”. Idea, która przyświeca została opisana przez Ewę Gołębiowską – pierwszą dyrektorkę Zamku Cieszyn: „Kierujemy go nie tylko do miłośników tradycji, ale również poszukiwaczy nowych smaków i form. Wypieki oceniane są w dwóch kategoriach: tradycji i eksperymentu”. Celem tego konkursu jest „promocja wypieku cieszyńskich ciasteczek charakterystycznych dla kultury i tradycji regionu śląska cieszyńskiego” Jury konkursu ocenia: zgodność z tradycją, bogactwo form, smak, sposób podania, estetykę i staranność wykonania.
W Istebnej odbywał się konkurs na „Ciasteczka świąteczne”/„Świąteczne ciasteczka z Trójwsi”, który został zainspirowany konkursem Zamku Cieszyn. Kryteria oceny w tym konkursie, to: ciasteczka muszą być tradycyjnymi, drobnymi wyrobami, estetyka, bogactwo form, smak, sposób podania. W tym konkursie każdy z jego uczestników ma za zadanie „przygotować talerz wybranego przez siebie jednego rodzaju ciasteczek. Jedna osoba może przygotować tylko jeden rodzaj tradycyjnych ciasteczek”, a nagrody są przyznawane za poszczególne rodzaje ciasteczek i np. w 2018 roku I miejsce przyznano za „orzechowe rogaliki”, II miejsce za „orzeszki”, a III miejsce za „ciasteczka makowe”.
Istnieje też „Konkurs na Najlepsze Ciasteczko Cieszyńskiej Krainy”, który jest organizowany przez Stowarzyszenie Lokalna Grupa Działania „Cieszyńska Kraina” (LGD) i przeznaczony dla mieszkańców gmin LGD, tj. Gminy: Brenna, Chybie, Dębowiec, Goleszów, Hażlach, Istebna, Skoczów, Strumień, Szczyrk, Ustroń, Wisła, Zebrzydowice. Celem konkursu jest „podejmowanie inicjatyw i działań mających na celu czynny udział mieszkańców w realizacji LSR poprzez zaprezentowanie wypieków związanych ze Świętami Bożego Narodzenia charakterystycznych dla kultury i tradycji naszego regionu. Aby wziąć udział w konkursie trzeba przygotować jeden rodzaj wypieku w liczbie 25 sztuk, a ciasteczka należy „przygotować w domu z zakupionych przez siebie produktów”. W konkursie oceniane są: walory smakowe, tradycja wypieku, wygląd.
W Internecie dostępna jest publikacja z 95 przepisami na ciasteczka z konkursów z lat 2011–2014.